# Rocky Lockridge
Pour les articles homonymes, voir Lockridge.
Richard "Rocky" Lockridge est un boxeur américain né le 10 janvier 1959 à Tacoma (État de Washington) et mort le 7 février 2019.

## Carrière
Champion des États-Unis amateur en 1977 et 1978 dans la catégorie poids coqs, Rocky Lockridge remporte le titre national des poids plumes à son 8e combat professionnel puis devient champion du monde des super-plumes WBA le 26 février 1984 en battant son compatriote Roger Mayweather par KO à la 1re reprise. Après deux défenses victorieuses, il s'incline aux points par décision majoritaire face à Wilfredo Gómez le 19 mai 1985.
Lockridge redevient champion du monde du 9 août 1987 (en battant cette fois le tenant du titre IBF Barry Michael par abandon à l'appel de la 9e reprise) au 23 juillet 1988 (défaite aux points contre Tony Lopez).

## Distinction
- Lopez - Lockridge I est élu combat de l’année en 1988 par Ring Magazine.